# Czeglédy Sándor (lelkész, 1883–1944)
Czeglédy Sándor (Nádasdladány, 1883. március 28. – Cegléd, 1944. december 23.) magyar református lelkész, író, műfordító, bibliafordító.

## Élete
Czeglédy Sándor 1883. március 28-án született Nádasdladányban. Apja Czeglédy István teológiai tanár volt.
1905-ben a Pápai Református Főiskolán teológiát végzett, 1908-ban itt szerezte meg a magántanár képesítést is. Segédlelkészi szolgálat után különböző tisztségeket látott el, több egyházközségben működött. Szerkesztette és nagyobb részben ő fordította le 1907–1910 között Kálvin János, valamint Kuyper Ábrahám, Roberston Frigyes műveit, az Újszövetséget (Győr, 1924; Budapest, 1930), Hamar Istvánnal és Kállay Kálmánnal Sylvester bibliai lexikonát adta ki (Budapest, 1929–31.). 1919-től a Dunántúli Protestáns Lapnak is felelős szerkesztője volt.

## Műveinek listája
Az alábbi lista önállóan műveit tartalmazza:
- Hóseás. (Pápa, 1908.)
- Pál apostol eschatológiája. (Uo. 1911.)
- Az Úr közel (Álnévvel). (Uo. 1915.)
- Vigasztaló igék (álnévvel). (Uo. 1915.)
- Izrael Mózes előtti vallásának nyomai. (Uo. 1916.)
- Közönséges vasárnapi imádságok. (Uo. 1922.)
- Luther és Kálvin… egymás között. (Budapest, 1922.)
- Keresztyén sáfárság. (Pápa, 1926.)
- Követlek Uram. (Tahitótfalu, 1926.)
- Az újszövetségi szent irodalom. (Uo. 1927.)
- Az ószövetségi szent irodalom. (Uo. 1927.)
- Az ó- és újszövetségi kor rövid története. (Uo. 1927.)
- Bibliai földrajz és természetrajz. (Uo. 1927.)
- Imádkozzatok és buzgón kérjetek. (Uo. 1927.)
- Bibliai régiségtudomány. (Uo. 1928.)
- Nehezebb szentírási helyek magyarázata. (Uo. 1928.)
- Jézus élete a négy evangélista előadásában. (Budapest, 1930.)
- „Követlek Uram”. (Uo. 1932.)
- Hit és történet. (1936)